# 芦屋大学
芦屋大学（あしやだいがく、英語: Ashiya University）は、兵庫県芦屋市六麓荘町13-22に本部を置く日本の私立大学。1936年創立、1964年大学設置。大学の略称は芦大（あしだい）。

## 概観

### 大学全体
芦屋大学は臨床教育学部と経営教育学部の2学部2学科からなり、教育理論より「教えや学びが展開されている教育の現場」に焦点を当てた教育を行うことが出来る教員の養成、及び教養豊かなビジネスマンの育成を目的としている。ソーラーカーレースの強豪校であり、また2007年に大学院附属機関として発達障害教育研究所を設置した。

## 沿革
- 1936年10月26日 - 財団法人芦屋啓成会が設立され、芦屋高等女学校が認可される
- 1947年4月1日 - 学制改革により芦屋高等女学校が芦屋女子高等学校、芦屋女子中学校となる
- 1951年3月14日 - 私立学校法により、財団法人芦屋啓成会を学校法人芦屋学園とする
- 1953年3月9日 - 芦屋学園幼稚園の設置が認可される
- 1960年1月20日 - 芦屋女子短期大学（家政科）（現・芦屋学園短期大学）の設置が認可される
- 1964年1月25日 - 芦屋大学（教育学部教育学科）の設置が認可される
- 1964年3月 - 芦屋大学学舎竣工（現・芦屋学園短期大学敷地内）
- 1964年4月1日 - 芦屋大学開学
- 1965年12月27日 - 芦屋大学教育学部に産業教育学科増設認可
- 1967年3月20日 - 芦屋大学本館竣工
- 1967年10月1日 - 芦屋大学図書館設置
- 1968年3月30日 - 大学院教育学研究科教育学専攻修士課程・博士課程の設置認可
- 1968年4月1日 - 芦屋大学大学院開設
- 1970年3月25日 - 芦屋学園幼稚園を芦屋大学附属幼稚園に名称変更
- 1972年1月28日 - 芦屋大学教育学部に英語英文学教育科増設認可
- 1973年1月26日 - 芦屋大学教育学部に児童教育学科増設認可
- 1973年11月8日 - 芦屋大学創立10周年記念式典挙行
- 1979年7月 - 芦屋大学淡路島臨海セミナーセンター開所
- 1980年2月24日 - 福山記念館竣工
- 1980年9月14日 - 福山記念館附属技術研究棟竣工
- 1983年11月1日 - 芦屋大学創立20周年記念式典挙行
- 1984年11月18日 - 福山記念館新館竣工
- 1985年3月22日 - 大学院教育学研究科英語英文学教育専攻修士課程の増設認可
- 1985年4月1日 - 大学院教育学研究科英語英文学教育専攻修士課程を開設
- 1985年12月7日 - 芦屋女子高等学校、芦屋女子中学校を芦屋大学附属高等学校、芦屋大学附属中学校とする名称変更の届出が受理される
- 1986年3月18日 - 大学院教育学研究科技術教育専攻修士課程の増設認可
- 1986年4月1日 - 大学院教育学研究科技術教育専攻修士課程を開設
- 1988年11月1日 - 芦屋大学創立25周年記念式典挙行
- 2006年4月1日 - 教育学部英語英文学教育科を教育学部国際コミュニケーション教育科に変更
- 2007年4月1日 - 教育学部を臨床教育学部（教育学科、国際コミュニケーション教育科、児童教育学科）と経営教育学部（経営教育学科）に改組
- 2009年4月1日 - 芦屋大学附属高等学校、芦屋大学附属中学校を芦屋学園高等学校、芦屋学園中学校に校名変更
- 2010年4月 - スポーツ教育センターを設置
- 2013年4月1日 - 芦屋大学臨床教育学部の国際コミュニケーション教育科を学生募集停止
- 2017年3月31日 - 芦屋大学臨床教育学部の国際コミュニケーション教育科を廃止
- 2019年4月1日 - 指定保育士養成施設として認可。臨床教育学部児童教育学科に幼児教育コースを開設
- 2020年4月1日 - 大学院教育学研究科英語英文学教育専攻修士課程を募集停止
- 2026年4月1日 - 臨床教育学部児童教育学科を募集停止

## 学部
- 臨床教育学部
  - 教育学科
    - 教育学コース
    - 心理学コース
    - 地域スポーツ指導者コース
    - スポーツ教育コース
    - ダンスコース

- 経営教育学部
  - 経営教育学科
    - 経営マネジメントコース
    - 自動車技術コース
    - 観光・航空ビジネスコース
    - バレエコース
    - 技術・情報教員養成コース

## 研究科
- 教育学研究科
  - 教育学専攻（博士前期課程・博士後期課程）
  - 技術教育専攻（修士課程）

## 学生生活

### 部活動・クラブ活動・サークル活動
- 芦屋大学における各種クラブ活動として、公認されているものとして以下のものがある。
  - 体育系：バスケットボール・バレーボール・サッカー・テニス・卓球・日本拳法・剣道・剣道・柔道・空手道・ソフトテニス・フロアバトンダンス・軟式野球・ゴルフ・自動車・ボクシング
  - 文化系：長唄・箏曲・技術研究・英語研究・アコースティックス・写真・吹奏楽・自然研究・美術
  - 学園クラブ　（芸能・文化系）バレエ・ストリートダンス　
  - 学園クラブ　（プロ養成事業）ベースボール（兵庫ブルーサンダーズと提携した「インパルス」[2]）・バスケットボール（兵庫インパルス）

### 学園祭
- 芦屋大学の学園祭は「芦屋学園祭」と呼ばれ毎年10月下旬に芦屋学園中・高等学校、芦屋大学附属幼稚園との合同で行われている。

## 大学関係者と組織

### 大学関係者組織
- 芦屋カレッジ同窓会

### 大学関係者一覧
- 芦屋大学の人物一覧

## 大学の主な施設
- 国際会議場
- 芦屋学園体育館
- 発達障害教育研究所
- 電子工学特別研究棟
- 生命工学特別研究棟
- 音響・振動特別研究棟
- 自動車工学特別研究棟
- 日本文化研究所
- ビジネス研究センター
- キャリア支援センター
- 国際交流センター
- 教職教育支援センター
- LAN管理センター
- オーディオビジュアルセンター
- スポーツ教育センター
- 健康管理センター

## 所在地
- 兵庫県芦屋市六麓荘町13-22（北緯34度45分9.9秒 東経135度18分25.8秒 / 北緯34.752750度 東経135.307167度）

## アクセス
- JR神戸線芦屋駅より専用バス約15分、または阪急バス「苦楽園行」・「夙川行」約15分日の出橋下車。
- 阪急神戸線芦屋川駅より専用バス約15分、または阪急バス「苦楽園行」・「夙川行」約15分日の出橋下車。
- 阪神本線芦屋駅より専用バス約15分。

## 交流協定校等
- ワシントン州セントマーチン大学（米国）
- 安養市聖潔大学校（韓国）
- 高等教育問題学術研究所（ロシア）

## 附属学校
- 芦屋学園中学校・高等学校
- 芦屋大学附属幼稚園
- 芦屋大学大学院

## 不祥事

### 職員によるセクハラ問題
2009年1月から同大学で就職活動を支援する『キャリア支援センター』で勤務していた40歳代の男性の契約職員が、当時4年生だった女子学生に対し、「外で指導する」などと称して、自宅やカラオケ店などに呼び出し体を触るなどし、このショックで女子学生は就職活動を中断せざるを得なくなった。女子学生は同年7月に同大学に被害を相談し、同大学は同年9月30日付でこの職員を諭旨解雇にした。その後女子学生は翌2010年6月、該当の職員や、同大学を運営する学校法人芦屋学園に対し、慰謝料などの支払いを求め、大阪地方裁判所に提訴した。

### 学生による大麻の所持・売買問題
2009年2月から9月までに学生が大麻の所持や売買により11人が逮捕された。

### 高校教員への接待問題
2011年5月19日に神戸市内のホテルで開いた入試説明会後に、高校教員への飲食接待を行った。同大学によると入試説明会後、宴会場に移動し料理や日本酒などを振舞ったという。教員から飲食費は徴収しておらず、県教委は、利害関係者との不適切な行為を禁じた内規に違反する恐れがあるとして調査している。

### 羽田空港乳児殺害事件
2019年11月、本大学の4年生で女性が、就活で羽田空港を使用した際にトイレで女児を産み落としそのまま殺害し、周辺の公園に遺棄した事件。

## 公式サイト
- 芦屋大学

座標: 北緯34度45分9.9秒 東経135度18分25.8秒 / 北緯34.752750度 東経135.307167度